# Hubertus G. Hubbeling
Hubertus Gezinus ('Huib') Hubbeling (Djokjakarta, 27 november 1925 - Groningen, 7 oktober 1986) was een Nederlandse godsdienstfilosoof.
Hubbeling studeerde theologie en filosofie in Groningen, Bazel en New York.
Hij was in 1948 een van de oprichters van het wijsgerig- en theologisch genootschap Neoem Benej Nebiim. In de periode 1954-1964 was hij vrijzinnig Nederlands-hervormd predikant in 't Zand en Wildervank.
In 1956 volgde een promotie aan de Rijksuniversiteit Groningen in de theologie op een proefschrift over Emil Brunner. Daarna promoveerde Hubbeling in 1964 in de filosofie op een proefschrift over Spinoza, eveneens te Groningen. De tweede dissertatie over Spinoza vervaardigde hij vanwege het verzoek aan hem om verbonden te worden aan de filosofische faculteit. Hij vond het zelf erg vermakelijk daarover te kunnen vertellen dat een toch niet al te smeuïg onderwerp als dat van zijn dissertatie, de methodologie van het denken van Spinoza, zich terstond mocht verheugen in een verrassend grote belangstelling: Spinoza was een hype geworden en de dissertatie beleefde zowaar een tweede druk.
Van 1964 tot 1967 was Hubbeling verbonden aan de Rijksuniversiteit Groningen (Filosofisch Instituut) als wetenschappelijk hoofdmedewerker voor analytische filosofie, van 1967 tot zijn dood in 1986 als hoogleraar in de wijsbegeerte van de godsdienst en de wijsgerige ethiek aan de Faculteit der Godgeleerdheid.
De universiteit Uppsala verleende Hubbeling in 1978 een eredoctoraat. In 1982 werd Hubbeling lid van de Koninklijke Nederlandse Akademie van Wetenschappen.

## Wetenschappelijk werk
Het wetenschappelijk werk van Hubbeling is breed en omvangrijk. Het beslaat zo'n 120 boeken en artikelen.
Een van de centrale thema's is de redelijke verantwoording van het (christelijk) theïsme. Bijzonder is de toepassing van de deontische logica op godsdienstwijsgerige en ethische problemen. Zijn grootste bekendheid verwierf Hubbeling met de originele modaal-logische reconstructies van de traditionele godsbewijzen.
Een ander thema is de filosofie van Spinoza, speciaal diens methode, godsbegrip en historische invloed. Hubbelings publicaties over Spinoza bezorgden hem internationale faam.
Kenmerkend voor Hubbeling is zijn logisch reconstructivisme. Door het logisch reconstrueren van filosofische en theologische argumentaties trachtte Hubbeling al dan niet verzwegen vooronderstellingen expliciet te maken. Door de redenering op logische, interne consistentie te onderzoeken en waar nodig en mogelijk te versterken beoogde Hubbeling een zo strikt mogelijke verdediging van de conclusie te kunnen geven. Het uiteindelijke doel van zijn logisch reconstructivisme was een open, faire en redelijke discussie met filosofische of theologische posities uit heden en verleden mogelijk te maken.
In de periode na 1980 verschuift Hubbelings oriëntatie in de richting van een minder formeel-methodologische en wat meer theologisch inhoudelijke benadering. Aanknopend bij het werk van de Groningers Gerardus van der Leeuw en Gerard Heymans is er sprake van een toenemende interesse voor de esthetica van de godsdienst. Ook had Hubbeling grote interesse voor de (religieuze) cinema.